# جلال الدين عمر
جلال الدين عمر التوم لاعب كرة قدم قطري من أصول سودانية، ولد في (13 ديسمبر 1988). 

## مسيرة اللاعب
لعب سابقاً في نادي الجيش ونادي الغرافة ونادي المرخية ونادي البدع.